# 湘江新区
湘江新区是2015年设立的湖南省新区，位于长沙市湘江西岸，是中部崛起和长江经济带的一部分。2015年4月8日，中华人民共和国国务院正式批复同意成立湖南湘江新区，包括长沙市岳麓区、望城区和湘潭市九华新片区、湘阴县湘阴片区、宁乡县部分区域，面积490平方公里。湖南湘江新区是在中国中部地区设立的第一个国家级新区，其定位为高端制造研发转化基地和创新创意产业集聚区、产城融合城乡一体的新型城镇化示范区、全国“两型”社会建设引领区、长江经济带内陆开放高地。设立并建设好湖南湘江新区，是实施国家区域发展总体战略和长江经济带重大国家战略的重要举措，对于促进中部地区崛起、推进长江经济带建设、加快内陆地区开放发展具有重要意义。